# 109 aC
El 109 aC va ser un any del calendari romà prejulià. Durant la República i l'Imperi Romà es coneixia com l'Any del Consolat de Silà i Metel o també any 645 Ab urbe condita o de la fundació de la ciutat). L'ús del nom «109 aC» per referir-se a aquest any es remunta a l'alta edat mitjana, quan el sistema Anno Domini va ser el mètode de numeració dels anys més comú a Europa.

## Esdeveniments

### Regne d'Ibèria
- Farnajom puja al tron del Regne d'Ibèria, segons Cyril Toumanoff.[2]

### Samaria
- Joan Hircà, príncep (etnarca) i Summe sacerdot dels jueus ocupa Samaria i la destrueix.[3]

### República Romana
- Marc Juni Silà i Quint Cecili Metel Numídic són elegits cònsols.[4]
- Juni Silà lluita contra els cimbres a la Gàl·lia Transalpina, i és derrotat.[5]
- Metel Numídic rebre Numídia com a província i la direcció de la Guerra de Jugurta.[6]
- Marc Emili Escaure que aquest any és censor, restaura el Ponte Milvio, i construeix una part de la via Emília coneguda com la Via Emília Escàuria.[7]

### Àfrica
- Quint Cecili Metel Numídic arriba a Àfrica, on Jugurta veu que és un home íntegre, i fa passos per una efectiva submissió. Metel accepta, però vol guanyar adhesions entre els propers al rei i continua avançant en territori enemic. Jugurta l'ataca sobtadament en la seva marxa però en surt derrotat. Metel devasta gran part de Numídia però és rebutjat davant Zama Regia i es retira als quarters d'hivern. Aquest hivern Jugurta ofereix la submissió completa i l'entrega de tots els seus elefants de guerra i ofereix una gran suma, però Metel li exigeix que s'entregui personalment i Jugurta trenca les negociacions.[6]

## Naixements
- Tit Pomponi Àtic, filòsof epicuri i amic de Ciceró.[8]